# Marina basca
La marina basca (Eusko Itsas Gudarostea in basco) era la marina dell'esercito basco e fu creata dal governo basco durante la guerra civile spagnola. Era indipendente dalla flotta settentrionale del governo repubblicano e aveva un proprio comando separato. La flotta era composta principalmente da bou,  piccoli pescherecci e barche per la pesca del merluzzo.
L'equipaggio delle navi consisteva di pescatori e marinai baschi di provata fede ed esperienza. Per non interrompere le comunicazioni con i porti atlantici francesi, oltre alle navi armate, c'erano anche navi che svolgevano lavori di posta e commercio verso la Francia.

## Creazione
Nell'ottobre 1936, il dipartimento della presidenza e della guerra del governo Basco, guidato dal presidente Aguirre, creò la flotta ausiliaria di supporto navale per assistere la Marina della Repubblica nelle missioni di protezione del traffico marittimo, della pesca e per sdoganare miniere sotto la sua giurisdizione.
Tuttavia, le scarse prestazioni della Marina repubblicana nel Golfo di Biscaglia crearono un'atmosfera di sfiducia tra la flotta ausiliaria e la marina repubblicana. Un esempio fu la lettera scritta da José Antonio Aguirre al Ministro della Marina e dell'Aeronautica Militare della Repubblica Indalecio Prieto:
(Indalecio Prieto)

## Dati generali
Le forze della Marina basca erano: 
- Bou armati: 9 (Alava, Bizkaia, Gipuzkoa, Navarra, San Sebastián, Goizeko Izarra, Iparreko Izarra, Vitoria-Gasteiz e Pamplona)
- Dragamine: 27
- Barche a motore: 6
- Navi ausiliarie: 4
- Iotak: 2
- Motoscafi: 2
- Marines: 1.000

## Navi

### Tipi

#### Bou
I pescherecci di proprietà di entrambe le parti della guerra civile presero il nome di bou.
Nell'ottobre 1936, il presidente Aguirre ordinò lo schieramento di quattro pescherecci PYSBE per il merluzzo. Le navi in partenza da Gipuzkoa erano a Bilbao: Hispania, Euzkal-Erria, Mistral e Vendaval cod. La Marina Repubblicana posizionò un cannone da 101'6 mm a prua e due mitragliatrici in plancia, oltre a un cannone da 76'2 mm a poppa del Maestrale. A dicembre sull'Araba, Bizkaia, Gipuzkoa e Ricostruirono la Navarrese e successivamente nel gennaio e febbraio 1937 vennero piazzati cannoni da 101'6 mm a poppa delle navi Bizkaya, Gipuzkoa e Navarro. Alava, che non era disponibile, fu smantellata per ripararla e quando Bilbao andò perduta,  non fu ancora riparata. Le barche erano lunghe 50 metri e avevano una velocità di 10-11 nodi.
Anche altri due piccoli pescherecci erano dotati di armi: la Morning Star e la North Star. Entrambi avevano un cannone da 57 mm e una mitragliatrice a poppa. Le barche erano lunghe 25 metri e viaggiavano a velocità di 10 nodi.
Dopo la ribellione del suo equipaggio e la cattura degli ufficiali nel dicembre 1936, la franchista Virgen del Carmen bou arrivò a Bilbao. La nave si chiamava Donostia. A prua, Gipuzkoa aveva 76,2 mm e cannoni da 47 mm erano portati a poppa. Aveva anche due e sei mitragliatrici tedesche. La barca era lunga 36 metri e aveva una velocità di 10 nodi.
Nella primavera del 1937 iniziò l'addestramento per fornire altre due armi: Vitoria-Gasteiz e Pamplona, che purtroppo non poterono essere completate fino alla scomparsa di Bilbao.

#### Dragamine e motoscafi
I pescherecci e i dragamine sono stati schierati in coppia per ripulire l'ingresso dei porti sotto il controllo dei baschi.
Sebbene fossero solo sei nel gennaio 1937,  ne vennero utilizzati ventiquattro a maggio per sgombrare l'ingresso al porto di Bilbao (spesso minato dai franchisti). Piuttosto che un nome, è stato dato loro un numeratore: da D-1 a D-24.
Inoltre, il governo basco aveva sei motoscafi o ausiliari, da L-1 a L-6, e diverse navi ausiliarie, yacht e canoe. Questi ultimi sono stati utilizzati come piloti portuali o per i collegamenti tra Bilbao e Bayonne.
Dopo la fine della guerra civile, le navi "sopravvissute" furono restituite alle mani dei loro ex proprietari.

#### Cacciatorpediniere
Il 31 maggio 1937, i membri della marina basca presero i cacciatorpediniere repubblicani José Luis Díez e Císcar e li riempirono di 200 ufficiali e marinai. Le navi furono nelle mani del governo basco per un breve periodo, ma ebbero l'opportunità di svolgere una missione di scorta. Il 15 giugno, le autorità civili e militari fuggite da Bilbao sono state portate al nord. Tornarono quindi nelle mani della Seconda Repubblica spagnola.

### Elenco
Quello che segue è un elenco di navi da guerra basche:
| Nome                   | Tipo               | Nome originale         | L'ultimo Capitano      | La fine                                                                        |
| ---------------------- | ------------------ | ---------------------- | ---------------------- | ------------------------------------------------------------------------------ |
| Araba                  | Bou                | Spagna                 | Santiago Asolo         | Autoinflitto il 6 giugno 1937 a Sestao                                         |
| Bizkaya                | Bou                | Euzkal-Erria           | Francesco Murga        | Nelle mani della Seconda Repubblica Spagnola                                   |
| Donostia               | Bou                | Vergine del Carmen     | Francisco Elortegi     | Nelle mani della Seconda Repubblica Spagnola                                   |
| Gipuzkoa               | Bou                | Maestrale              | Andre Corsino          | Nelle mani della Seconda Repubblica Spagnola                                   |
| Stella del mattino     | Bou                |                        | Antonio de Zinkunegi   | 17 gennaio 1937, affondato nell'estuario di Bilbao                             |
| stella del Nord        | Bou                |                        | Pedro Ruiz de Loizaga  | Nelle mani della Seconda Repubblica Spagnola                                   |
| Nabarra                | Bou                | Burrasca               | Piazza Enrico Moreno   | Fu ucciso nella battaglia di Matxitxako il marzo 1937                          |
| Vitoria-Gasteiz        | Bou                |                        | Alejo Bilbao           | 27 agosto 1937, perso a Santoña                                                |
| Pamplona               | Bou                |                        |                        | Perso il 19 giugno 1937 a Bilbao                                               |
| José Luis Diez         | cacciatorpediniere |                        |                        | Nelle mani della Seconda Repubblica Spagnola                                   |
| Ciscaro                | cacciatorpediniere |                        |                        | Nelle mani della Seconda Repubblica Spagnola                                   |
| Jaimin                 | Estrazione         |                        | José Etxaburu          | Nel 1937 tornò alla pesca                                                      |
| Rafael Cantos          | Estrazione         |                        | Eladio Cruz            | Nel 1937 tornò alla pesca                                                      |
| Mari Toia              | Estrazione         |                        | Manuel Basante         | 17 gennaio 1937, affondato nell'estuario di Bilbao                             |
| D-1                    | Estrazione         | Maria Angeles          | José de Ormaza         | Nel 1937 tornò alla pesca                                                      |
| D-2                    | Estrazione         | Giulio                 | Agostino Marchesi      | Nel 1937 tornò alla pesca                                                      |
| D-3 o Napartarra       | Estrazione         | Domayo                 | Luciano de Andonegi    | Nel 1937 tornò alla pesca                                                      |
| D-4 o Alava            | Estrazione         | moresco                | Vicente Artadi         | Nel 1937 tornò alla pesca                                                      |
| D-5                    | Estrazione         | La nostra Venere       | Basilio Badiola        | Nel 1937 tornò alla pesca                                                      |
| D-6                    | Estrazione         | La nostra stella       | Juan Uriarte           | Nel 1937 tornò alla pesca                                                      |
| D-7                    | Estrazione         | Alque                  | Gesù Aldamiz Gogeaskoa | Nel 1937 tornò alla pesca                                                      |
| D-8                    | Estrazione         | Alcione                | Amedeo Uribe           | Nel 1937 tornò alla pesca                                                      |
| D-9                    | Estrazione         | Nuova costante         | Juan Paz               | Nel 1937 tornò alla pesca                                                      |
| D-10                   | Estrazione         | Costante Barreiro      | Juan Lijo              | Nel 1937 tornò alla pesca                                                      |
| D-11                   | Estrazione         | Arco                   | Angelo Eizagirre       | Nel 1937 tornò alla pesca                                                      |
| D-12                   | Estrazione         | Iris                   | Francisco Valenza      | Nel 1937 tornò alla pesca                                                      |
| D-13                   | Estrazione         | Motrico                | Lorenzo Uribe          | Nel 1937 tornò alla pesca                                                      |
| D-14                   | Estrazione         | Ondarroa               | José Ignacio Murelaga  | Nel 1937 tornò alla pesca                                                      |
| D-15                   | Estrazione         | Eduardito              | Agostino Marchesi      | Il 13 giugno 1937 un aereo precipitò a Portugalete                             |
| D-16                   | Estrazione         | Antonio Mari           | Andres Sustaeta        | Nel 1937 tornò alla pesca                                                      |
| D-17                   | Estrazione         | Marco                  | José Etxaburu          | Il 14 agosto 1937, Nojan affondò accidentalmente                               |
| D-18                   | Estrazione         | Delfino                | Eladio Cruz            | 5 maggio 1937, affondato dal cacciatorpediniere Ciscar nell'estuario di Bilbao |
| D-19                   | Estrazione         | Ibai-Ederra            | Pedro Artetxe          | Nel 1937 tornò alla pesca                                                      |
| D-20                   | Estrazione         | Salvadore              | Lorenzo Arrieta        | 6 giugno 1937, perso da un aereo a Portugalete                                 |
| D-21                   | Estrazione         | Nazareno n. 6          | Giusto Ibarloza        | Nel 1937 tornò alla pesca                                                      |
| D-22                   | Estrazione         | San Michele d'Aralar   | Angelo Chan            | Nel 1937 tornò alla pesca                                                      |
| D-23                   | Estrazione         | Eugenio                | Fernando Santos        | Nel 1937 tornò alla pesca                                                      |
| D-24                   | Estrazione         | Giulia                 | Eladio Cruz            | Il 6 giugno 1937 un aereo si schiantò a Portugalete                            |
| L-1                    | Barca a motore     | Nazareno N.º 1         | Léon Agirregomezkorta  | Nelle mani della Seconda Repubblica Spagnola                                   |
| L-2                    | Barca a motore     | Angelo custode         | Esposito Esteban       | 6 giugno 1937, perso da un aereo a Portugalete                                 |
| L-3                    | Barca a motore     | Josuren Ama            | José Pombo             | Nel 1937 tornò alla pesca                                                      |
| L-4                    | Barca a motore     | Nazareno n. 9          | Luis Burgaña           | Restaurata nel 1937 dall'ex proprietario                                       |
| L-5                    | Barca a motore     | San Isidro             | José Ibarloza          | Nel 1937 tornò alla pesca                                                      |
| L-6                    | Barca a motore     | Sant'Ignacio de Loyola | José Maria Aranguren   | Nel 1937 tornò alla pesca                                                      |
| Trintxerpe             | Vaso ausiliario    |                        | Vicente Artadi         | Tornò alla pesca nel 1936                                                      |
| Danak-Ondo             | Vaso ausiliario    |                        | Francisco Suarez       | Nel 1937 tornò alla pesca                                                      |
| Danak-Batian           | Vaso ausiliario    |                        | Ramón Vidal            | Nel 1937 tornò alla pesca                                                      |
| Marzio                 | Vaso ausiliario    |                        | Ramón Vidal            | Tornò alla pesca nel 1936                                                      |
| Severiano Asartà       | Yacht              | Nazareno Nº1           | Francisco Orozco       | Ritorno all'industria                                                          |
| Izaro                  | Yacht              | giudice 5              | Isidro Baranano        | Il 12 luglio 1937 fu rapito dai suoi nemici a Bayonne                          |
| Txepetx                | Canoa              |                        | Antonio Castro         | Nelle mani della Seconda Repubblica Spagnola                                   |
| Kayu                   | Canoa              |                        | Juan Ibarluzea         | Bruciato a Santurtzi il 23 giugno 1937                                         |
| Sheabe                 | Canoa              |                        |                        | Licenziato nel febbraio 1937                                                   |
| Uccello del cedro 1212 | Canoa              | Strega                 |                        | Ha lasciato Bilbao il 19 giugno 1937                                           |
| Isi-Anton              | Canoa              | Comandante Moreno      | 11/88                  | Lasciando Portugalete il 22 giugno 1937                                        |
| Izaro Ausiliare        | Canoa              | Giudice 5 L            |                        | Come Izaro                                                                     |
| Dio amico              | Canoa              | Bevilo                 |                        | Catturato il 27 agosto 1937 a Santoña                                          |
| Pili                   | Canoa              | Miren Koldobike        |                        | Sconosciuto                                                                    |
| SC                     | Canoa              | Aitore                 |                        | Catturato il 27 agosto 1937 a Santoña                                          |
| zio Maco               | Canoa              | Potabile               |                        | Catturato il 27 agosto 1937 a Santoña                                          |

## Marinai: guerrieri del mare
Il 15 ottobre 1936, il governo basco nominò Joaquin de Egia Untzueta capo della sezione navale e inizia a organizzare la marina basca.
Il 10 novembre 1936, il governo basco emanò un'ordinanza per creare una "spirito di guerra marittima". Era un esercito formato da volontari civili con esperienza in mare. Aveva più di 3.000 volontari, di età compresa tra i 18 ei 60 anni. Inizialmente furono selezionati 350 uomini, ma alla fine furono quasi 700. Avevano una specie di uniforme (fango e giacca, pantaloni, stivali e berretto nero), ma non indossavano insegne o galloni.
La maggior parte proveniva dalle città costiere dei Paesi Baschi settentrionali. Più della metà proveniva da Bizkaia (molti da Bermeo), un quarto da Gipuzkoa, alcuni da Alava e Navarra (meno dell'1%)

## Principali missioni e azioni

### Missioni successive
La maggior parte delle missioni delle navi di supporto navali basche erano missioni di scorta, principalmente per proteggere le navi mercantili che portavano armi o rifornimenti alla Seconda Repubblica spagnola. A volte furono attaccati dai sostenitori di Franco, come il britannico Blackhill nel gennaio 1937. Nel luglio 1937, Ciscar, sotto il controllo dei marinai dell'esercito basco, portò la petroliera Gobeo a Bilbao da 50 miglia nautiche.

### Catture
Nel dicembre 1936, i suoi marinai catturarono la franchista Virgen del Carmen bou e la cambiarono in San Sebastián.
Sempre a dicembre, le navi basche catturarono la nave mercantile tedesca Pluto e la portarono a Bilbao, ma i capi della Seconda Repubblica spagnola ne ordinarono il rilascio. Il 23 dicembre, i soldati baschi catturarono la nave mercantile tedesca Palos e la portarono a Bilbao. Il 28, l'incrociatore Königsberg arrivò a Bilbao chiedendo il rilascio di Palos. I guerrieri baschi lasciarono la nave Palos senza una parte del carico e un passeggero spagnolo.

### Sminamento
Il lavoro costante della nave franchista Velasco sull'estuario di Bilbao richiese l'utilizzo costante di dragamine. Nonostante il buon lavoro dei dragamine, purtroppo Goizeko-Izarra (con 17 marinai) e Mary-Toya (con 6 membri, a capo delle operazioni di sminamento) sono stati affondati nelle acque del porto di Bilbao. Una volta persa Bilbao, i dragamine baschi aiutarono a evacuare Santander, Gijón e Aviles.

### Combattimenti
La prima battaglia di fatti del supporto navale basco ebbe luogo il 15 novembre 1936: tra il cacciatorpediniere franchista Velasco e le boe basche Maestrale ed Euzkal-Erria. I baschi colpirono Velasco e questi fu danneggiato ed ebbe dei guasti; i franchisti attaccarono anche Maestrale e ferirono due baschi.
Nel gennaio 1937, le navi Navarrese e Velasco subirono un cannoneggiamento inconcludente, che stava danneggiando l'estuario di Bilbao.
Il 5 marzo 1937 ebbe luogo la battaglia di capo Matxitxako tra l'incrociatore basco Canarias. Come risultato della battaglia, i baschi persero il bou Nabarra.

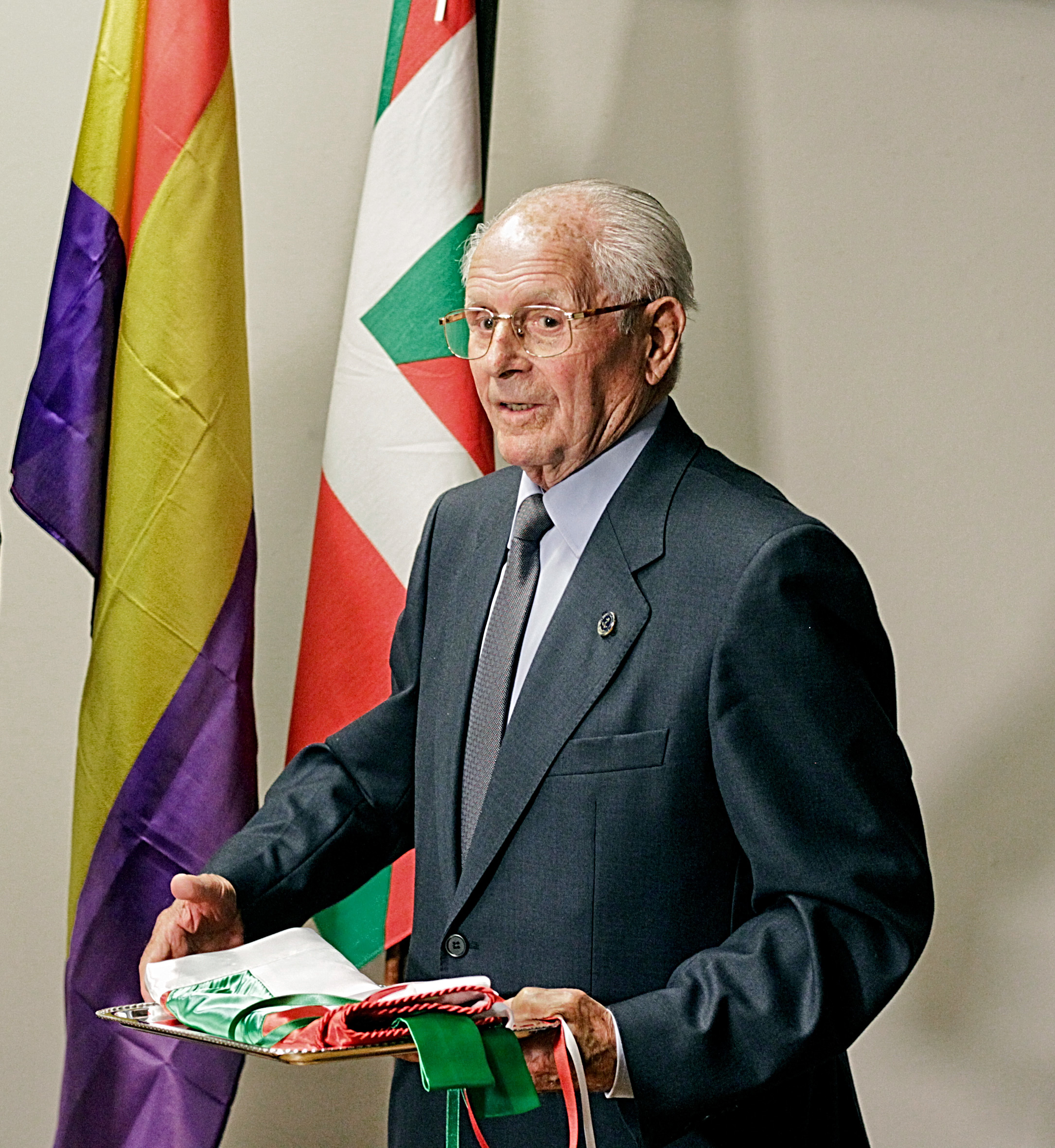
Juan Azkarate, ultimo sopravvissuto

Nel maggio 1937, navi provenienti da Ciscar, Gipuzkoa e Bizkaia bombardarono Bermeo per sostenere il tentativo dell'esercito basco di riconquistare la città.

### Evacuazioni
La flotta di supporto navale basca aiutò a evacuare i porti catturati dai franchisti, quali Bilbao, Santander e Gijón.

## Memoria

### L'ultimo sopravvissuto
Juan Azkarate, l'ultimo dei sopravvissuti della Marina basca morì nel 2016.

### Giornata della Marina
Per commemorare la battaglia di Matxitxako, fu organizzata una giornata di guerra navale, organizzata dall'Eusko Alkartasuna di Bermeo; Si celebra il 4 marzo nella città di Bizkaia dal 2007. La nuova opera ha sostituito il monolito esistente della memoria, entrambi di Nestor Basterretxea.